# Fernandópolis Futebol Clube
Il Fernandópolis Futebol Clube, noto anche semplicemente come Fernandópolis, è una società calcistica brasiliana con sede nella città di Fernandópolis, nello Stato di San Paolo.

## Storia
Il club è stato fondato il 15 novembre 1961. Ha vinto il Campeonato Paulista Segunda Divisão nel 1979 e nel 1994.

## Palmarès

### Competizioni statali
- Campeonato Paulista Segunda Divisão: 2

1979, 1994